# Aufbau Vereinigung
A Aufbau Vereinigung (Organização de Reconstrução) foi um grupo conspiratório contrarrevolucionário com sede em Munique, formado no rescaldo da ocupação alemã da Ucrânia em 1918 e da intervenção letã de 1919. Reuniu emigrantes russos brancos e os primeiros nazistas alemães que pretendiam derrubar os governos da Alemanha e da União Soviética, substituindo-os por regimes autoritários da extrema direita. O grupo era originalmente conhecido como Die Bruecke (A Ponte). Aufbau também era o nome de um periódico que publicava.
De acordo com Michael Kellogg, a Aufbau Vereinigung foi uma influência vital no desenvolvimento da ideologia nazista nos anos anteriores ao Putsch da Cervejaria de 1923, além de financiar o NSDAP com, por exemplo, fundos de Henry Ford. Deu a Hitler a ideia de uma vasta conspiração judaica, envolvendo uma estreita aliança entre as finanças internacionais e o bolchevismo e ameaçando o desastre para a humanidade. Pesquisas recentes sobre os primeiros anos de Hitler em Viena (1905-1913) parecem ter mostrado que seu anti semitismo era naquela época muito menos desenvolvido do que se tornou sob as novas influências.
Os membros da Aufbau se envolveram em atividades terroristas, incluindo os assassinatos do ministro das Relações Exteriores alemão Walther Rathenau e do emigrante russo Vladimir Dmitrievich Nabokov (ambos em 1922).
Após a morte de Scheubner-Richter no putsch, Aufbau declinou rapidamente, e as noções de Lebensraum e inferioridade eslava, naturalmente impopulares entre os russos, ganharam uma relevância mais forte sobre o movimento nazista.
A influência de longo prazo de Aufbau pode ter ajudado na construção das ideias para a solução final e na desastrosa decisão de Hitler de desviar tropas de Moscou para a Ucrânia em 1941.

## Membros
Membros proeminentes da Aufbau incluíram:
- Max Erwin von Scheubner-Richter (um alemão do Báltico do Império Russo)
- Alfred Rosenberg (um alemão do Báltico do Império Russo)
- Fyodor Vinberg (oficial russo)
- Piotr Shabelsky-Bork (oficial russo)
- General Vasily Biskupsky (oficial russo)
- Erich Ludendorff
- Max Amann
- Boris Brasol (emigrante russo)